# WikiVet
WikiVet je wiki stranica o veterinarskoj medicini koja se koristi softverskom platformom MediaWiki. To je zajednička inicijativa različitih veterinarskih škola i svojim sadržajem pokriva cijeli kurikul veterinarstva. Dio je obrazovne zaklade „WikiVet”.
Potpuni pristup WikiVetu zahtijeva besplatnu registraciju, koja je dostupna veterinarima, studentima veterine i veterinarskim tehničarima. Uz iznimku sadržaja koji se posebno odnosi na veterinarski kurikul, autori članaka su studenti ili veterinari, a naknadno ih recenziraju stručnjaci za predmet.

## Vanjske poveznice
- Službena stranica